# Silvana Santamaria
Silvana Santamaria (* 17. Juli 1978 in Marbach am Neckar, Deutschland) ist eine deutsch-italienische Regisseurin, Drehbuchautorin und Filmproduzentin. Während ihres Studiums an der Filmakademie Baden-Württemberg war sie Meisterschülerin von Ebbo Demant, Thomas Schadt, Michael Möller und Helga Reidemeister. Für ihre Abschlussarbeit „Nirgendwo.Kosovo“ erhielt sie 2010 den Max-Ophüls-Preis des gleichnamigen Festivals.

## Werdegang
Nach dem Abitur im Jahr 1998 absolvierte sie mehrere Praktika im Film- und Medienbereich und besuchte zwei Jahre lang die die Schauspielschule „Kulturprojekt Spielhaus“ in Stuttgart. Im Jahr 2004 begann sie ein Regiestudium an der Filmakademie Baden-Württemberg und in den Jahren 2007 bis 2010 war sie Stipendiatin der Friedrich-Ebert-Stiftung. Bereits während des Studiums erlangten ihre Arbeiten nationale und internationale Aufmerksamkeit.
Im Jahr 2008 erhielt sie mit ihrem Film „Status: geduldet“ den Civis-Europas Medienpreis für Integration in der Kategorie „Bester Nachwuchsfilm“. Die Preisverleihung wurde europaweit im öffentlich-rechtlichen Fernsehen ausgestrahlt. Moderiert wurde die Preisverleihung von Sandra Maischberger. Der Film wurde außerdem auf dem DOK Leipzig im „Deutschen Wettbewerb“ nominiert.
Die Filmbewertungsstelle in Wiesbaden verlieh dem Film das Prädikat: „Besonders wertvoll“. Die Jury schrieb über die Regisseurin und den Film:
„In den Anfängen der Bürgerkriege im zerfallenden Jugoslawien der frühen 1990er Jahre flüchtete die Roma-Familie Heiseni aus dem Kosovo nach Deutschland… Das Damoklesschwert einer Abschiebung schwebt ständig über der Familie, denn ihr Aufenthaltsstatus ist ein „geduldeter“ […] Der an der Filmakademie Baden-Württemberg entstandene Dokumentarfilm über die Familie Heiseni (Betreuung: Thomas Schadt) ist eine sehr bemerkenswerte und stilistisch schon erstaunlich souveräne Arbeit. Der jungen Filmemacherin Silvana Santamaria gelang es, ein großes Vertrauensverhältnis zu ihren Protagonisten aufzubauen. So entstand eine sehr genaue Innenansicht der Familie, ein präzises Bild ihrer Probleme und auch familiären Spannungen. […] Der Film sensibilisiert für diese Lebensgeschichte, ohne in einen „billigen“ Gestus der Betroffenheit zu verfallen. Er wirkt unpathetisch, dokumentiert sachlich-nüchtern. Er ist immer sehr nah bei den Menschen und erkennbar auf ihrer Seite… Es bleibt ein Film mit „offenem Ende“. Das Hangeln von Duldung zu Duldung geht weiter: die Schwebesituation als Dauertrauma.“
Ihr Kurzfilm „Stillstand“ feierte auf dem 57. Festival Internacional de Cine de San Sebastián seine Weltpremiere.
Im Jahr 2010 erhielt sie auf dem wichtigsten Filmfestival des jungen deutschen Films Max-Ophüls-Preis – den gleichnamigen Filmpreis für ihren Dokumentarfilm “Nirgendwo.Kosovo”.
Berlinale-talents schreibt:
„Haki (28 yrs) is a Kosovan belonging to the minority group “Egyptians”. Haki had lived in Germany for 17 years when he was deported back to Kosovo in 2007, having to leave his German wife and two sons behind. Haki’s everyday life is determined by his longing for his family, the tough struggle of making ends meet in the Roma colony “Kolonia Aljibraj” and his hassle with the Albanian police. And of course the traumatic childhood memories of the deaths of his mother and little brother. The ongoing judicial hearings of possibly returning to Germany and the hope of a visit from his family gives Haki strength. But as his oldest son becomes ill and the news from the courts are not promising, his patience wears thin in face of more difficult challenges.“
In den Jahren 2010 und 2011 war sie Postgraduierten-Stipendiatin an der Berliner Akademie der Künste im Bereich Filmkunst. In dieser Zeit arbeitete sie als Regisseurin zusammen mit Mirjam Dolderer an dem Film „Lovelab“ mit den Schauspielern Demet Gül und Felix Hellmann in den Hauptrollen.
Im Jahr 2011 drehte sie in Sizilien und Lampedusa den Dokumentarfilm „Alice im Land der Hoffnung“ über den Beginn der Flüchtlingskrise in Italien. Das Konzept entstand noch vor dem Arabischen Frühling und der damit verbundene Flüchtlingskrise, die Ende 2010 ihren Anfang hatte. Alle drei Dokumentarfilme (Status geduldet 2008, Nirgendwo.Kosovo 2010, Alice im Land der Hoffnung 2012) für die Silvana Santamaria auch die Drehbücher schrieb, entstanden in Zusammenarbeit mit der Redakteurin Gudrun Hanke el-Ghomri (Of fathers and Sons, Last Men in Aleppo). Auch wenn die Filme einzeln beauftragt wurden, sind sie als zusammengehörige Trilogie zu verstehen, in der die Themen Vertreibung, Migration und Integration behandelt werden, Jahre bevor das Thema in Deutschland mediale Aufmerksamkeit erlangte.
In den Jahren 2011 und 2012 führte sie Regie bei dem Kurzfilm „Ihr Brief zu seiner Hochzeit“, mit Corinna Harfouch in der Hauptrolle und Sylvester Groth in einer Nebenrolle. Der Film wurde sowohl von der Filmkritik als auch von den Zuschauern positiv bewertet und gewann den Caligari-Preis der Filmakademie Baden-Württemberg. An dem Film arbeitete sie zusammen mit Claudia Gladziejewski, die zusammen mit Brigitte Dithard und Nadia Dumouchel den Film redaktionell betreut haben. Gloria Burkert hat den Film von Produktionsseite mitbetreut.
Im Jahr 2013 gründete sie zudem mit den Regisseurinnen Ayla Gottschlich, Inga Bremer und Catalina Flórez Ibarra die Produktionsfirma Soilfilms und hat als Filmproduzentin mehrere Arthouse-Kinofilme herausgebracht.
Im Jahr 2015 produzierte sie den Film „Chronik einer Revolte“ der Regisseurinnen Ayla Gottschlich und Biene Pilavci, der seine Weltpremiere beim Festival do Rio, Brasilien, hatte und von den Fernsehsendern Arte und ZDF ausgestrahlt wurde. Die Frankfurter Rundschau schrieb über den Film:
„Der bewegende Dokumentarfilm der beiden deutsch-türkischen Regisseurinnen Ayla Gottschlich und Biene Pilavci erinnert an die Tränengasschwaden und die blutige Räumung des Gezi-Parks im Juni 2013 und entwirft ein spannendes Generationenporträt. Die beiden reisen im Juni 2013 „in die Heimat unserer Eltern“, zunächst mit der Absicht, „dieses Land besser fassen zu können […] Chronik einer Revolte – ein Jahr Istanbul“ ist ein mutiger, persönlicher Film, der diesem Widerstand ein Gesicht verleiht und sich nicht scheut, auch Humor mit dezidierter politischer Haltung zu verbinden.“
Im Jahr 2016 produzierte sie den Kinodokumentarfilm „Francos Erbe – Spaniens gestohlene Kinder“, von Regisseurin Inga Bremer. Die Filmbewertungsstelle in Wiesbaden verlieh dem Film das Prädikat „Besonders wertvoll“. Die Jury schrieb: „In ihrem äußerst spannenden Dokumentarfilm FRANCOS ERBE – SPANIENS GERAUBTE KINDER erzählt die Dokumentarfilmerin Inga Bremer von den gravierenden Auswirkungen der Zwangsadoptionen unter der Herrschaft Francos in Spanien. Beteiligt daran waren Politik, Kirche und Gesellschaft – dementsprechend schwer ist es auch heute, die Verantwortlichen zu belang. […] Beeindruckend vermittelt FRANCOS ERBE ein hoch brisantes und komplexes Thema und schafft Aufmerksamkeit für die unschuldigen Opfer eines diktatorischen Regimes.“
Für den Film „Francos Erbe – Spaniens gestohlene Kinder“ arbeitete sie mit der TV-Redakteurin Sonja Scheider (Citizenfour) zusammen. Der Film wurde auf dem Shanghai International Film Festival gezeigt und später auf Arte und dem BR ausgestrahlt. Zuvor wurde er deutschlandweit in Arthouse Kinos herausgebracht.
Von 2014 bis 2016 produzierte sie den Kinospielfilm „Kinder des Lichts“ von Regisseur David Ruf, für den sie auch die Produktionsleitung vor Ort übernahm. Der Film erlangte internationale Aufmerksamkeit und startete seine Kinotour im März 2016 in ausgewählten deutschen Arthouse Kinos. Später wurde er im SWR und auf Arte ausgestrahlt. Die Dreharbeiten fanden an der türkisch-syrischen Grenze statt, hauptsächlich in der Grenzstadt Reyhanli, eine der wichtigsten illegalen Grenzübergänge während des Syrienkrieges. Da Reyhanli von drei Seiten von der syrischen Grenze umgeben ist, waren die Dreharbeiten geprägt von ständigen Polizeikontrollen, als auch der Präsenz täglichem Bombenhagel unmittelbar neben der Grenzstadt. Die Darsteller des Films waren hauptsächlich syrische Kinder, die vor dem Krieg über die Grenze geflohen waren.
Im Jahr 2016 führte sie Regie für die Episode „Berlin“ der Sendereihe „Your street-my stage“ für RedBull TV.
Im Jahr 2017 produzierte sie für die Reihe SQUARE auf ARTE den Beitrag „Ranias Traum“ von Regisseur Samir Nasr und 2018 den Dokumentarfilm „Lolas Lieder“ von Jana Bürgelin für ZDF/3Sat.
Ihr Regiedebüt im Bereich Spielfilm absolvierte Silvana Santamaria mit dem Film „A Part of me“ im Jahr 2018, für den sie gemeinsam mit dem tunesischen Filmregisseur Bilal Athimni das Drehbuch schrieb, Regie führte als auch den Film produzierte. Eine weitere Produzentin ist Ayla Gottschlich. Der Film gewann internationale Preise und feierte auf dem Carthage Film Festival seine Premiere. MAD SOLUTIONS sicherte sich die Rechte für den Film (MENA REGION) während den 76. Filmfestspielen von Venedig. Der durch private Mittel und mit Hilfe von Koproduktionspartnern finanzierte Film wurde anschließend von Rotana Cinema gekauft und wurde seit dem 22. September 2019 mehrfach auf MBC 5 ausgestrahlt.
Der Spielfilm SHARAF, für den Santamaria die federführende Produzentin ist, wurde 2019 kurz vor den Dreharbeiten zum Venice Gap-financing market der Filmfestspiele von Venedig eingeladen. Der Film ist momentan in Postproduktion.
Silvana Santamaria ist Mitglied des EWA – European women's audiovisual network, Pro quote Film und des BVR – Bundesverband Regie. Im Jahr 2019 war sie eine von sieben europäischen Nachwuchsproduzentinnen, welche von EWA (Präsidentin: Ada Solomon) für ein einjähriges Mentoringprogramm (Mentorin: Carlotta Calori) ausgewählt wurden.

## Filmografie
- 2006 Bedtime stories – Kurzfilm (Regie & Drehbuch)
- 2007 No more tears – Kurzfilm (Regie & Drehbuch)
- 2008 Status:geduldet – Dokumentarfilm (Regie, Produktion & Drehbuch)
- 2009 Stillstand – Kurzfilm (Regie)
- 2010 Nirgendwo.Kosovo – Dokumentarfilm (Regie & Drehbuch)
- 2011 Lovelab – Kurzfilm (Regie)
- 2012 Ihr Brief zur Hochzeit – Kurzfilm (Regie)
- 2013 Chronik einer Revolte – Feature documentary (Produktion)
- 2013 Alice im land der Hoffnung – Dokumentarfilm (Regie & Drehbuch)
- 2015 Franco’s Erbe – Spaniens gestohlene Kinder – Kinodokumentarfilm (Produktion)
- 2015 Myanmar goes democrazy – Dokumentarfilm (Koregie)
- 2016 Your street, my stage (TV-Serie) (Regie & Drehbuch)
- 2016 Kinder des Lichts – Kinospielfilm (Produktion)
- 2017 Ranias Traum – TV-Serie, 1 Episode (Produktion)
- 2018 A Part of Me – Spielfilm (Regie, Produktion & Drehbuch)
- 2018 Lolas Lieder – TV-Serie, 1 Episode (Produktion)
- 2020 Sharaf – Kinospielfilm (in Postproduktion)

## Nominierungen und Auszeichnungen
- 2008: Auszeichnung European Young CIVIS Media Preis für Status geduldet
- 2008: Nominierung Goldene Taube, DOK Leipzig für Status geduldet
- 2008: Nominierung Bester Dokumentarfilm, Move it! Filmfestival, Dresden für Status geduldet
- 2008: Nominierung Bester Dokumentarfilm, Sehsüchte, Internationales Studentenfilmfestival, Potsdam für Status geduldet
- 2008: Auszeichnung Dokumentarfilm des Monats Februar und Prädikat besonders wertvoll für Status geduldet bei der Deutschen Film- und Medienbewertung (FBW)
- 2009: Nominierung Bester ausländischer Dokumentarfilm MedFilm Festival, Rom, für Status geduldet
- 2009: Nominierung Bester ausländischer Dokumentarfilm IFF Tranzyt Polen, für Status geduldet
- 2009: Weltpremiere von Stillstand auf dem San Sebastián International Film Festival
- 2009: Market Visions du Réel Internationales Dokumentarfilmfestival Nyon für Status geduldet
- 2009: Auszeichnung Prädikat „Wertvoll“ für Nirgendwo Kosovo bei der Deutschen Film- und Medienbewertung (FBW)
- 2010: Deutschland Premiere von Stillstand auf dem Filmfestival Max Ophüls Preis
- 2010: Auszeichnung Bester Dokumentarfilm Filmfestival Max Ophüls Preis für Nirgendwo Kosovo
- 2011: Auszeichnung Caligari Filmpreis für Ihr Brief zur Hochzeit
- 2012: Nominierung Bester Kurzfilm, Filmfestival Max Ophüls Preis für Ihr Brief zur Hochzeit
- 2012: Auszeichnung Kamera-Kodak-Award der Filmakademie Baden-Württemberg für Ihr Brief zur Hochzeit
- 2012: Nominierung für Alice im Land der Hoffnung auf der Filmschau Baden-Württemberg
- 2014: Auszeichnung BR-Dokuwettbewerb des Filmfest München für Franco’s Erbe – Spaniens geraubte Kinder (Produzentin)
- 2017: Auszeichnung Jury-Award des Indian World Film Festival für Franco’s Erbe – Spaniens geraubte Kinder (Produzentin)
- 2017: Auszeichnung Founder's Award des DOC LA für Franco’s Erbe – Spaniens geraubte Kinder (Produzentin)
- 2018: Auszeichnung Preis der ARD-Leistungsmodell-Prämie, WDR Funkhaus, Köln für Kinder des Lichts (Produzentin)
- 2018: Auszeichnung Bester Spielfilm der Best of the Best Competition, Los Angeles, USA für A Part of Me